# Рейес, Виктор
Виктор Хосе Рейес (исп. Víctor José Reyes, 5 октября 1994, Барселона) — венесуэльский бейсболист, аутфилдер команды МЛБ «Детройт Тайгерс».

## Карьера
В июле 2011 года Рейес подписал контракт с «Атлантой» в статусе международного свободного агента. С 2012 по 2015 год он выступал в различных фарм-клубах Брэйвз, проведя суммарно 190 игр, отбивая с показателем 29,1 %, сделав 27 даблов, набрав 92 RBI и украв 29 баз. В апреле 2015 года «Атланта» обменяла Виктора в «Аризону» на право выбора на драфте 2015 года.
2016 год Рейес провёл в составе Висейлия Роухайд, сыграв в 124 матчах. В сезоне 2017 года он играл за Джексон Дженералс в AA-лиге, подтвердив свою репутацию сильного хиттера, отбивая с показателем 29,2 %. Также Виктор также играл за «Солт-Ривер Рафтерс» в Осенней лиге Аризоны, войдя в сборную восходящих звёзд Лиги. В декабре во время драфта по правилу №5 он был выбран «Детройтом».
1 апреля 2018 года Рейес дебютировал в МЛБ в игре против «Питтсбурга». По ходу игры он получил травму руки в столкновении с партнёром по команде Хосе Иглесиасом и был заменён.